# Suctobelbella tuberosa
Suctobelbella tuberosa är en kvalsterart som först beskrevs av Sandór Mahunka 200.  Suctobelbella tuberosa ingår i släktet Suctobelbella och familjen Suctobelbidae. Inga underarter finns listade i Catalogue of Life.